# رشاد أزغب
الرشاد الأزغب نوع نباتي ينتمي إلى جنس الرشاد من الفصيلة الصليبية. موطنه الأصلي غرب أستراليا.